# Олександрівка (Безенчуцький район)
Олександрівка (рос. Александровка) — село в Безенчуцькому районі Самарської області Російської Федерації.
Населення становить 251 особу. Входить до складу муніципального утворення сільське поселення Катеринівка.

## Історія
Населений пункт розташований у межах українського етнічного та культурного краю Жовтий Клин.
Від 2005 року входило до складу муніципального утворення сільське поселення Катеринівка.

## Населення
| 2010 | 2012 | 2013 | 2014 | 2015 | 2016 |
| ---- | ---- | ---- | ---- | ---- | ---- |
| 258  | ↘257 | ↘243 | ↗261 | ↘248 | ↗251 |